# Площадь Микеланджело
Пьяццале Микеланджело или Площадь Микеланджело (итал. Piazzale Michelangelo) — площадь во Флоренции, ставшая одной из городских достопримечательностей, благодаря открывающемуся с площади панорамному виду на город.

## История
Площадь была построена в 1869 на возвышенности к югу от центра города по проекту архитектора Джузеппе Поджи, завершая его работу по реконструкции левого берега реки Арно. В годы эти Флоренция, бывшая с 1865 по 1871 столицей итальянского королевства, подобно Неаполю и некоторым другим итальянским городам, подверглась значительной перестройке. Эти масштабные градостроительные инициативы, так называемое рисанаменто, т. е. оздоровление, были осуществлены на волне успехов итальянского национально-освободительного движения рисорджименто. В рамках этого строительства, подробно описанного писателем Пьетро Ферриньи, известного под псевдонимом Йорик, появилась и ведущая к площади с двух сторон помпезная восьмикилометровая аллея холмов. С 1895 года по площади Микеланджело проходил маршрут трамвая Кьянти, соединяющий Флоренцию с Сан-Кашано-ин-Валь-ди-Пеза и Греве-ин-Кьянти. В 1930—х трамвайный маршрут был закрыт из-за банкротства управляющей компании.
В центре площади, названной именем мастера эпохи Возрождения, установлена копия его статуи Давида, у подножия которой расположены копии четырёх аллегорий из капеллы Медичи в базилике Сан-Лоренцо. В отличие от мраморных оригиналов, все копии выполнены из бронзы. Статуя, для транспортировки которой понадобились девять пар быков, была открыта 25 июня 1873. Помимо самой террасы площади, Поджи построил на противоположном от реки конце площади павильон—лоджию, в котором планировалось разместить музей работ Микеланджело, однако этот проект не осуществился и в настоящее время там находится ресторан La Loggia. Сегодня между павильоном и статуей расположена автомобильная парковка а пространство к северу от статуи занимает туристическая зона со смотровой площадкой, с которой открывается вид на центральную часть города.